# Boarmia ampla
Boarmia ampla är en fjärilsart som beskrevs av Moore 1888. Boarmia ampla ingår i släktet Boarmia och familjen mätare. Inga underarter finns listade i Catalogue of Life.